# Bernd-Peter Lange (Wirtschaftswissenschaftler)
Bernd-Peter Lange (* 8. Dezember 1938 in Hamburg) ist ein ehemaliger deutscher Universitätsprofessor für Wirtschaftstheorie und Leiter des Europäischen Medieninstitutes in Düsseldorf.

## Leben
Bernd-Peter Lange legte 1958 in Koblenz das Abitur ab, studierte anschließend Rechts- und Wirtschaftswissenschaften an der  Universität Bonn und schloss mit dem Ersten juristischen Staatsexamen am Oberlandesgericht Köln ab. 1966 erlangte er ein Diplom als Volkswirt. 1967 wurde er mit der Arbeit Verfassungsrechtliche Probleme im Zusammenhang mit Rechnungsprüfung und Rechnungshof. Ein Versuch der Auslegung des Artikels 114 Grundgesetz in Bonn zum Dr. jur. promoviert. Anschließend war er bis 1971 Wissenschaftlicher Mitarbeiter am „Institut für Konzentrationsforschung“ der Freien Universität Berlin und hatte 1971 eine Assistenzprofessur am FB Wirtschaftswissenschaften inne. 1973 wurde Lange als Professor für Wirtschaftstheorie an die Universität Osnabrück berufen. 1985 bis 1987 war er Dekan seines FB Sozialwissenschaften.
Mitgliedschaft in Kommissionen bzw. Leitung: KtK Kommission für den Ausbau des technischen Kommunikationssystems 1974/75; Begleitforschung zum BTX-Feldversuch 1980–83; Begleitforschung zum Kabelpilotprojekt Dortmund 1984–89;
ISDN-Forschungskommission NRW Integrated Services Digital Network, 1989–1995, Vorsitzender;
1993–1999 leitete Bernd-Peter Lange das Europäische Medieninstitut in Düsseldorf und gründete das „Europäische Zentrum für Medienkompetenz“ in Marl. 2001 erhielt er das Bundesverdienstkreuz 1. Klasse.
1999 Rückkehr an die Universität Osnabrück. Frühjahr 2004 wurde Lange emeritiert.
wichtigste Veröffentlichungen
- Bernd-Peter Lange, J.-H. Mendner, Heinz Berzau: Konzentrationspolitik in den USA, Schriften zur Konzentrationsforschung, Bd. 4, Tübingen 1972
- Bernd-Peter Lange, Regelungsvorschläge zur Bekämpfung fortschreitender Pressekonzentration im Pressewesen, Darstellung und Kritik, in: J. Aufermann,/H. Bohrmann/R. Sülzer (Hrsg.): Gesellschaftliche Kommunikation und Information, Frankfurt/Main, 1973, S. 315–340.
- Telekommunikationsbericht, KtK, Mitverfasser als Vertreter der Wissenschaften für Volkswirtschaft, Hrsg.: Bundesministerium für das Post- und Fernmeldewesen 1975
- Bernd-Peter Lange, Neue Medien-alte Probleme? Politische Weichenstellungen für die Zukunft der Kommunikation, in: beilege zur Wochenzeitung das parlament, B 32/77, S. 1–23.
- J. Reese, H. Kubicek, B.-P. Lange u. a.: Gefahren der informationstechnologischen Entwicklung, Perspektiven der Wirkungsforschung, Frankfurt/New York, 1979, übersetzt ins Spanische
- Bernd-Peter Lange: Kommerzielle Ziele und binnenpluralistische Organisation bei Rundfunkveranstaltern, Eine Untersuchung aus wirtschaftswissenschaftlicher und kommunikationstheoretischer Sicht, Beiträge zum Rundfunkrecht,
- Bd. 23, hrsg. i. A. der ARD vom Hessischen Rundfunk, Frankfurt/Main 1980
- Bernd-Peter Lange, H. Kubicek, J. Reese, U. Reese: Sozialpolitische Chancen der Informationstechnologie, Zur staatlichen Förderung einer Sozialen Informationstechnologie, Frankfurt/New York 1982
- Bernd-Peter Lange, Ulrich Pätzold, Medienatlas Nordrhein-Westfalen, Grundlagen der Kommunikation, 3 Bde., unter Mitarbeit v. R.Kox, M.Fischer, H.Röper, Bochum 1983
- Bildschirmtext, Abschlußbericht, Bd. 1, Wissenschaftliche Begleituntersuchung, Düsseldorf/Neuss 1983, Mitverfasser, Auftraggeber: Land Nordrhein-Westfalen
- Die Entwicklung der Informationsgesellschaft aus der Sicht der Bundesrepublik Deutschland, Szenarios und Analysen, Gutachten von J. Reese, B.-P. Lange u. a. in: Informationsgesellschaft oder Überwachungsstaat,
- Strategien zur Wahrung der Freiheitsrechte im Computerzeitalter, Symposium der Hessischen Landesregierung, Gutachten, 3. bis 5. Sept. 1984, S. 13–284, hrsgg. vom Hessendienst der Staatskanzlei, Wiesbaden 1984
- Abschlußbericht, Bd. 19 Teil 1, Begleitforschung des Landes Nordrhein-Westfalen zum Kabelpilotprojekt Dortmund, Mitverfasser, hrsg. vom Presse- u. Informationsamt der Landesregierung, 1989
- Jo Groebel, W. Hoffmann-Riem, Renate Köcher, B.-P. Lange u. a.: Bericht zur Lage des Fernsehens für den Präsidenten der Bundesrepublik Deutschland, Gütersloh 1995
- Bernd-Peter Lange/Runar Woldt: The results and main conclusions of the international comparison, S. 463–503, in: Television Requires Responsibility, Volume 2 International Studies, Bertelsmann Foundation, European
- Institute for the Media (Hrsg.), Gütersloh 1995
- Bernd-Peter Lange, Klaus Grimmer, Firoz Kaderali u. a.: ISDN In Unternehmen Und Verwaltungen, Trends, Chancen Und Risiken, Abschlußbericht, Opladen 1996
- Bernd-Peter Lange/Peter Seeger: Die Technisierung der Medien und ihre Gestaltbarkeit – Eine Einführung, in: B.-P. Lange/P. Seeger (Hrsg.): Technisierung der Medien, Strukturwandel u. Gestaltungsperspektiven, Baden-Baden 96/97
- Bernd-Peter Lange/Bertram Konert, Bestehende und zukünftige Herausforderungen: Multimediaentwicklung und Kommunikationsordnung 2010, in: L.M. Büchner, Post und Telekommunikation, Heidelberg 1999, S. 281–302.
- Bernd-Peter Lange: Medienkompetenz im Zeitalter globaler Kommunikation, Stiftung Entwicklung und Frieden, Policy Paper 11, Bonn 1999
- Bernd-Peter Lange: Medienökonomie und Medienrecht – Vernetzung in Harmonie? in: Gabriele Siegert (Hrsg.): Medienökonomie in der Kommunikationswissenschaft, Münster 2002, S. 139ff
- Bernd-Peter Lange: Expertise zum Umstieg vom analogen zum digitalen Fernsehen, Die Rolle Nordrhein-Westfalens, LfR-Dokumentation, Bd. 22, Hrsg.: Landesanstalt für Rundfunk NRW 2002
- Bernd-Peter Lange: Media and Elections: Some Reflections and Recommendations, in: The Media and Elections, A Handbook and Comparative Study, p. 205–233, edited by B.-P. Lange, D. Ward, Mahwah, New Jersey 2004
- Bernd-Peter Lange: Die Übernahme von ProSiebenSat.1 durch den Axel-Springer-Konzern, Zu den Prüfungsverfahren beim Bundeskartellamt und der KEK, in: Media Perspektiven, Heft 11, 2005, S. 546–557.
- Bernd-Peter Lange: Finanzen in: Am Puls Der Zeit, 50 Jahre WDR, Bd. 2, Der Sender: Weltweit Nah Dran, 1956–1985, Köln 2006, S. 320–328 und
- Bernd-Peter Lange: Europäische Einflußfaktoren, das., Bd. 3, Der Sender: Im Wettbewerb 1985–2005, Köln 2006, S. 324–331.
- Bernd-Peter Lange: Medienwettbewerb, Konzentration und Gesellschaft, Interdisziplinäre Analyse von Medienpluralität in regionaler und internationaler Perspektive, Wiesbaden 2008
- Bernd-Peter Lange: Kontinuität und Wandel: Der Versicherungsverein auf Gegenseitigkeit im Spannungsfeld von Mitgliederinteressen, Interessen der Beschäftigten und wirtschaftlichen und politischen Anforderungen, in
- Peter Greisler, Bernd-Peter Lange (Hrsg.): Gesellschaftliche Verantwortung, Koblenz 1993
- Bernd-Peter Lange: Der PKV und dem VVAG gehören die Zukunft, in: Versicherungswirtschaft, Heft 13/2005, S. 965–970.
- Bernd-Peter Lange: Ordnungspolitische Perspektiven für die Krankenversicherung, in: beilage zur wochenzeitung das parlament, B 8/9 2006, S. 10–17.
- Bernd-Peter Lange: Perspektiven Für Das Deutsche Gesundheitssystem 2020, Bewährtes erhalten, berechtigte Kritikpunkte ausräumen, in: Am Puls, Magazin für Politik und Gesellschaft, 02/2013
- Bernd-Peter Lange: Krisenspirale oder Neustart? Aktuelle Sozio-ökonomische Analysen und wirtschaftspolitische Perspektiven für Europa, Leipzig 2015, 506 S., Paperback und Kindle Edition, Amazon
- Pulse of Europe Koblenz, Bernd-Peter Lange, Europa zusammenhalten und Stärken! Rhein-Mosel-Verlag, Zell/Mosel, 2019